# مختار بلمختار
مختار بن محمد بلمختار المكنى بأبو العباس خالد. (ولد في 1 يونيو 1972، بغرداية).أمير منطقة الصحراء في الجماعة الإسلامية المسلحة والجماعة السلفية للدعوة والقتال وأمير كتيبة الملثمين في تنظيم القاعدة في بلاد المغرب الإسلامي ومؤسس كتيبة الموقعون بالدماء.
نشأ في غرداية وبها كانت طفولته ودراسته وعند بلوغه الدراسة الثانوية التزم في مسجد الحي، ومع بدايات التزامه كان متابعًا لأخبار الجهاد الأفغاني ولم يكن له هدف سوى الهجرة والجهاد في أفغانستان.

في 14 يونيو 2015، قالت حكومة طبرق المنبثقة عن مجلس النواب الليبي أن بلمختار قتل في غارة جوية أمريكية. الجيش الأمريكي أكد وقوع هذه الغارة، ولكن لم يؤكد وفاة بلمختار بعد.

## هجرته إلى أفغانستان
في 1989 وبعد مقتل عبد الله عزام مع نجله في أفغانستان. تأثّر  بلمختار كثيرًا بمقتله وشكل له ذلك دافعًا قويًا فعقد العزم مع ثلة من أهل بلدته وسافر إلى أفغانستان وكان ذلك مطلع التسعينات حيث كان يبلغ من العمر حينها 19 عام.
مكث في أفغانستان حوالي السنة والنصف، عرف فيها الكثير، فقد تدرب على الكثير من العلوم العسكرية وأخذ دورات تدريبة في معسكر خلدن ومعسكر جهاد وال في ولاية خوست، ومعسكرات المهاجرين العرب في جلال آباد وكان له احتكاك بالكثير من المجاهدين من كل بقاع الأرض فقد كانت أفغانستان تجمعًا لكل الجهاديين من المغرب إلى أندونيسيا والفلبين، فقد كانت نقطة التقاء لكل الجماعات الجهادية في العالم، تعرّف فيها على الكثير من القادة كخطاب وأبي ثابت المصري وأبي بنان الجزائري وأبو معاذ الخوستي وغيرهم كثير، وٱلتقى بالكثير من المشايخ كأبي قتادة وأبو محمد المقدسي وأبو طلال القاسمى وتنقل بين عدة جبهات من «غارديز» إلى جلال آباد إلى كابل، وأثناء وجوده في أفغانستان أُصيب بلمختار في عينه اليسرى بشظية قذيفة ولذلك لُقب في وسائل الإعلام الجزائرية ببلعور.
وبعد أحداث جوان 1991 الدامية في الجزائر تحرك إلى ساحة الجهاد في أفغانستان بعض المهاجرين لاستنفار المجاهدين إلى الجزائر وكان في طليعتهم عبد الرحمن أبو سهام أمير عملية قمار والذي بذل جهده في إقناع المهاجرين بضرورة بدء العمل الجهادي بالجزائر فتباينت مواقفهم في توقيت بدء الجهاد وضرورة الإعداد وقال كلمته المشهورة «نحن نازلون لتفجير الجهاد وأنتم تعالوا من بعدنا لتكملوا الطريق».

## عودته إلى الجزائر
خرج  بلمختار من أفغانستان أواخر 1992 بعد الوحدة الأولى بين الجماعات المسلحة في الجزائر ودخل الجزائر من المغرب ثم تنقل إلى شرق الجزائر ومكث حوالي نصف السنة مع أبي مصعب خثير أمير الجماعات المسلحة في الشرق، وبعدها رحل إلى مسقط رأسه فأنشأ مع بعض الشباب النواة الأولى لكتيبة «الشهادة» والتي ٱمتد نشاطها فيما بعد إلى كل الصحراء والساحل وقاموا بعمليات عسكرية على أهداف جزائرية وأجنبية منها مقتل خمسة أوروبيين يعملون لدى شركة بترولية أمريكة في عملية اقتحام. خلال هذه المدة كُلِّف مع الأخ عبد الباقي من طرف إمارة الجماعة الإسلامية المسلحة بالإتصال بتنظيم القاعدة عند تواجدها بالسودان وتمّت بينهم مراسلات لأجل دعم المجاهدين في أواخر 1994 بداية 1995.
بعدها عُيّن  بلمختار أميرًا للمنطقة الصحراوية (بُوكْحِيل) بعد مقتل عبد الباقي وبدايات ظهور التجاوزات على مستوى إمارة الجماعة الإسلامية المسلحة، وبعد مقتل أمير الجماعة جمال زيتوني المدعو أبو عبد الرحمن أمين وظهور الانحراف في منهج الجماعة العملي قرّر توقيف البيعة للإمارة والخروج عنها مع تبني شعار الجماعة الإسلامية المسلحة بعد ما بذل لهم النصح والبيان.
في 15 نوفمبر / تشرين الثاني 1997 الموافق 15 رجب 1418هـ وتبرئة لذمته من المجازر ٱلتي ٱرتكبت ضد المدنين العُزَّل في بن طلحة وبني مسوس والرايس أصدر بلمُختار بيانًا سماه «بيان وتبرئة» جاء فيه: إنّ المنطقة الصحراوية سنية سلفية عقيدةً ومنهجًا وسلوكًا تعتمد الأعذار الشرعية من جهل وإكراه وتأويل. تعتبر هذا الطّاغوت كافرًا مرتدًا -حسب البيان- تجري عليه أحكام أهل الردة فلا حوار ولا صلح ولا هدنة معه وترى القتال هو السبيل الوحيد لإقامة الخلافة الراشدة على منهاج النبوة وعليه فإنها:
1. تبرأ إلى الله تعالى من المجازر التي تقع في هذه الديار والتي هي من صنيع الهجرة والتكفير «أي الخوارج» بالتواطئ مع المخابرات الجزائرية تحت إمرة عنتر زوابري وشرذمته.
2. وتَبْرَأُ أيضا من دعاة الحوار والهدنة.
3. تُحذّر الأمة من موالاة هذا الطاغوت المرتد والاندماج في صفه قال الله تعالى: «ومن يتولّهم منكم فإنّه منهم» (المائدة 51).
4. وتعفو دون متابعة عن من وضع سلاحه وترك مناصرة هذا الطاغوت وتاب إلى الله عزّ وجلّ. (انتهى)

وبعدها بذل مساعي لجمع المجاهدين بالتعاون مع مُختلف المناطق بما أثمر ميلاد الجماعة السلفية للدعوة والقتال في 16 سبتمبر / أيلول 1998، ثم إنضوت المنطقة الصحراوية (بُوكْحِيل) بقيادة بلمختار تحت راية الجماعة السلفية للذعوة والقتال في 23 ابريل / نيسان 1999، والتي تحولت فيما بعد إلى تنظيم القاعدة في بلاد المغرب الإسلامي في 24 يناير / كانون الثاني 2007.
ظَلَّ  بلمختار طوال مُدة نشاطه القتالي بعيداً عن الأضواء غير انه في ديسمبر / كانون الأول 2012 وبعد إلحاح من أتباعه ومناصريه -على حد تعبيره- ظَهر بلمختار حاملا سلاحه، وعلى يمينه راية التوحيد في شريط مُصور بُث على الإنترنت مُدته 29 دقيقة حمل ٱسم "شريعتنا وفاء وثبات"، توعد فيه كل من خطط وشارك في العدوان على حق الشعوب المسلمة في تحكيم الشريعة، وهدد تلك البلدان وعلى رأسها فرنسا بمنازلتها في عقر دارها واستهداف مصالحها الاقتصادية، وفي خضم ذلك أعلن بلمختار عن تأسيس كتيبة فدائية من أفضل العناصر الجهادية تحمل اسم "الموقعون بالدماء" ودعا الشباب المُسلم في كل بلاد الإسلام إلى النفير إلى أرض أزواد المسلمة ودعا العلماء والدعاة لتحريض المسلمين لنصرة دينهم الحنيف، ووجه رسائل وتوجيهات للشعوب الإسلامية في الجزائر ومصر وسوريا وتونس وليبيا والمغرب وموريتانيا، وأختتم الشريط "بتحية للمجاهدين في كل ساحات الجهاد وعلى رأسهم الملا عمر وحركة طالبان والشيخ
أيمن الظواهري".

## أهم عملياته القتالية
قاد وشارك  بلمختار في عدة هجمات وكمائن منها الهجوم على ثكنة لمغيطي بولاية تيرس زمور، موريتانيا في 4 يونيو / حزيران 2005 الموافق 27 ربيع الثاني 1426هـ وسُمَّيت هذه العملية بغزوة بدر موريتانيا حيثُ قتل 18 عسكرياً موريتانياً وعدداً من الجرحى وأسر 30 جنديا أطلق سراحهم لاحقا، وغنم كميات كبيرة من الأسلحة والذخائر التي أُستعملت في هجمات أخرى، أما من جانب قتلى المهاجمين؛ فقتل خمسة منهم أثناء الاشتباك، وقتل الآخر متأثرا بجروحه بعد 6 أيام.
في 7 أبريل / نيسان 2006 نفذ كمين ضد الجمارك ببمنطقة «الشبوبة» بمدينة المنيعة التابعة لولاية غرداية بالصحراء الجزائرية أودى بحياة 13 جمركيا وجرح 8 اخرون وكان من بين القتلى أربعة مسؤولين كبار في المديرية الجهوية للجمارك بولايتَي بشار وأدرار كانو متوجهين إلى ولاية ورقلة.
في ديسمبر / كانون الأول 2008 قام باختطاف (روبرت فولير) وزميله (لويس غواي) وهما دبلوماسيَين كنديَين يعملان في الأمم المتحدة بالنيجر وبعد أكثر من أربعة أشهر في الأسر، أطلق سراحهما بفضل وساطة قام بها مفاوض مالي.
في 16 جانفي/ كانون الثاني 2013 هاجم 40 عنصر من كتيبة الموقعون بالدماء التي يترأسها  بلمختار موقعا للغاز في عين أميناس في جنوب شرق الجزائر، حيث قتلت الحارس وأحتجزت العمال من الجنسيات الغربية وأخلت سبيل العمال الجزائريين، في اليوم الموالي ظهر بلمختار في شريط مصور مُقتضب مُعلنا عن تبنيه لغزوة تيغنتورين ومبدياً استعداده للتفاوض بشرط وقف القصف على أزواد وعارضاً في نفس الوقت على الأمريكان إمكانية إطلاق الرهائن الأمريكيين المحتجزين في عين اميناس مُقابل إطلاق سراح الشيخ عمر عبد الرحمن والدكتورة عافية صديقي المسجونين في أمريكا. إلا ان القوات الجزائرية رفضت التفاوض حيث هاجمت الموقع وقتلت 29 مهاجما وأسرت 3 من المهاجمين وخلصت الرهائن وقُتل أثناء عملية التحرير 37 أجنبياً من مختلف الجنسيات.
في مايو / أيار 2013، استهدفت كتيبة الموقعون بالدماء بالتنسيق مع حركة التوحيد والجهاد في غرب أفريقيا في عمليتين متزامنتين قاعدة عسكرية في منطقة أغاديس، كبرى مدن الشمال النيجري، إضافة لشركة اليورانيوم الفرنسية آرافا في منطقة أورليت، مما أدى إلى قتل 23 شخصا من بينهم 18 جنديا نيجريا وعدد اخر من الجرحى، وسُمَّيت هذه العملية بغزوة «أبو زيد» نسبة إلى القيادي في قاعدة المغرب الإسلامي عبد الحميد أبو زيد الذي قُتل في مالي، وجاء هذا الهجوم المزدوج رداً على الغزو الفرنسي لشمال مالي.
بالإضافة إلى العمليات العسكرية شارك بالمختار في عمليات الاختطاف العديدة التي طالت السُياح الأجانب. كما ساهم بشكل كبير وفعال في عمليات تهريب وتمرير الأسلحة والذخيرة من منطقة الساحل إلى معاقل تنظيم القاعدة ببلاد المغرب الإسلامي في شمال الجزائر.

## عقوبات وأحكام قضائية
في 24 أكتوبر / تشرين الأول 2003 فرضت وزارة الخزانة الأمريكية عقوبات على بلمختار بموجب الأمر التنفيذي رقم 13224.
في 11 نوفمبر / تشرين الثاني 2003 أُدرج اسم مختار بلمختار في القائمة المُوحدة التي وضعتها لجنة مجلس الأمن بشأن تنظيم القاعدة
وحركة طالبان بسبب "المشاركة في تمويل الأعمال أو الأنشطة أو التخطيط لها أو تسهيل القيام بها أو الإعداد لها أو ارتكابها، بالاقتران مع" تنظيم القاعدة ببلاد المغرب الإسلامي "أو باسمها أو بالنيابة عنها أو دعما لها" و "التجنيد لها.
وفي يونيو / حزيران 2004، أصدرت محكمة في إيليزي بالجزائر حكما غيابيا ضد  بلمختار بالسجن مدى الحياة للقيام «بتشكيل جماعات إرهابية» و«ارتكابه لأعمال سطو» و«حيازته لأسلحة غير مشروعة وإستخدامها».
وفي مارس / آذار 2007، أصدرت محكمة جنائية في الجزائر حكما غيابيا ضد  بلمختار بالسجن لمدة 20 عاما عقوبة له على «تشكيل مجموعات إرهابية» و«اختطاف أجانب» و«استيراد أسلحة غير مشروعة والاتجار بها».
وفي مارس / آذار 2008، أصدرت محكمة غرداية بالجزائر بحق  بلمختار حكما غيابيا بالسجن مدى الحياة لارتكابه «جريمة قتل 13 موظفا جمركيا».
وفي 3 يونيو / حزيران 2013 رصدت الولايات المتحدة خمسة ملايين دولار لمن يساهم في اعتقال بلمختار. حيث تعتبرهُ واشنطن «أحد أخطر الإرهابيين في الساحل».
وفي 30 ديسمبر / كانون الأول 2014 أصدرت محكمة جنايات الجزائر، حكماً غيابياً بـ 20 سنة سجنا نافذاً في حق بلمختار، والمتابع بارتكاب جنايات «الانخراط في جماعة إرهابية تنشط داخل وخارج الوطن» بالإضافة إلى «خلق موقع أنترنت بهدف تجنيد الشباب في الجماعات الإرهابية».

## تضارب الأنباء حول مقتله
في 2 مارس / آذار 2013 أعلنت القوات التشادية أنها قتلت  بلمختار هو و 28 محارب في جبال إيفوغاس في منطقة تسمى وادي اميتيتاي في شمال مالي على الحدود مع الجزائر، غير أن جماعة الموقعون بالدماء نفت مقتل أميرها وأكدت انهو مازال على قيد الحياة يقود المعارك.
ورجح خبراء ومتابعون للشان الامني ان بلمختار نقل معاقله من شمال مالي إلى المنطقة الممتدة من شمال النيجر إلى جنوب ليبيا.